# Southamerican Tour 2019
Southamerican Tour 2019 fue una gira realizada por el músico estadounidense Frank Iero (con su proyecto solista Frank Iero and the Future Violents) por Sudamérica en abril de aquel año. Fue parte de la promoción del tercer álbum de Iero, Barriers, que sería publicado el 31 de mayo; e incluyó conciertos en Perú, Chile, Argentina y Brasil; posteriormente, programó una etapa de tres conciertos en México a principios de mayo, pero que debió posponer hasta septiembre por problemas de salud.
Luego de estas presentaciones, Iero realizó una gira norteamericana.

## Antecedentes
El 22 de enero de 2019, Frank Iero junto a varios medios de comunicación anunciaron su gira sudamericana, la que entonces incluía presentaciones en solo tres países: Perú, Chile y Brasil.
El 31 de enero, por el éxito de ventas y tras agotarse las dos primeras etapas de preventa, se anunció que el concierto en Santiago de Chile cambiaría de recinto, del Club Subterráneo al Club Chocolate; este, además, tenía la ventaja de ser un recinto para todo público.
El 28 de febrero Iero comunicó que, además de los conciertos en Sudamérica, daría presentaciones en Ciudad de México y Monterrey; y poco después hizo pública la adición de un concierto en Buenos Aires (Argentina). Finalmente agregó una presentación en Guadalajara (México).
En entrevista con el sitio web chileno Humonegro, Iero declaró: «Les agradezco a todos por la paciencia y por el amor y apoyo continuos», y que «fueron muy expresivos al pedir que fuéramos a tocar, gracias a eso llamamos la atención de los promotores que nos llevarán hasta allá».

## Suspensión de la etapa de México
Por problemas de salud mientras estaba en Sudamérica, Iero tuvo que postergar la etapa por México.
El 8 de mayo, ya en Estados Unidos y durante una transmisión en vivo para Loudwire, comentó que aún estaba «lidiando con este contagio brasilero». El guitarrista Evan Nestor dijo, al leer las preguntas de la audiencia: «Esta es buena: ‘¿Cuándo van a venir a México?’»; a lo que Iero contestó:

¿Lo puedo decir? En septiembre. El último fin de semana de septiembre volveremos a México y vamos a rehacer esos conciertos. Siento lo que pasó. ¡Pueden oírlo! Aún estoy muy mal, es terrible, me siento mal, ¡lo siento! Pero no pude, hombre… Tomamos dos vuelos internacionales, llegué a México con 103 ℉ de fiebre […], fue horrible. Se me fue al pecho… fue horrible, horrible, horrible. Lo siento, pero fue por buenas razones y nos veremos pronto.

## Fechas de conciertos

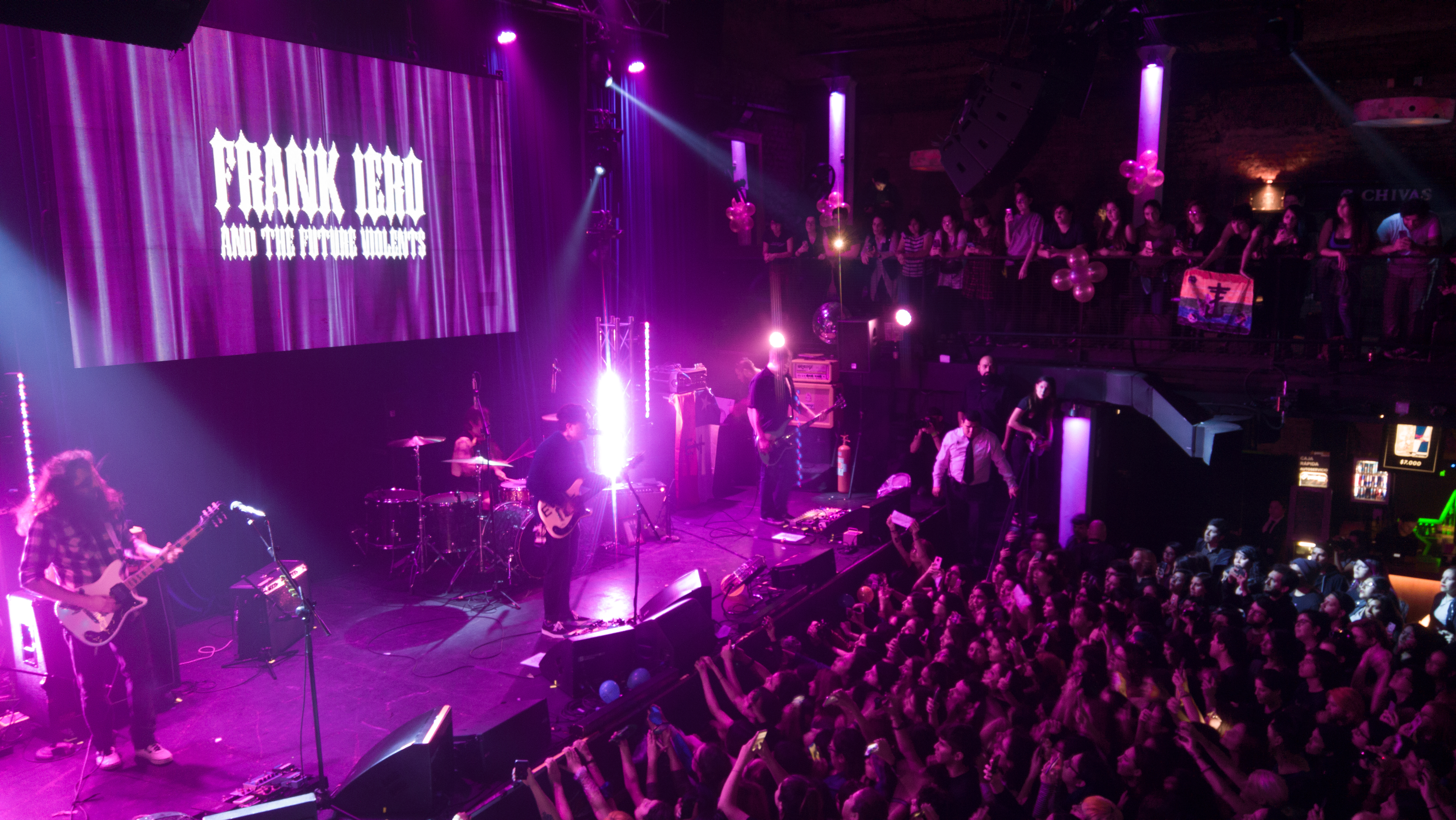
Concierto en el Club Chocolate, en Santiago (Chile)

### Sudamérica
| Fecha               | Ciudad       | País      | Recinto        |
| ------------------- | ------------ | --------- | -------------- |
| 24 de abril de 2019 | Lima         | Perú      | CC Festiva     |
| 26 de abril de 2019 | Santiago     | Chile     | Club Chocolate |
| 27 de abril de 2019 | Buenos Aires | Argentina | El Teatrito    |
| 28 de abril de 2019 | São Paulo    | Brasil    | Fabrique Club  |

### México

#### Programa original
| 1 de mayo de 2019 | Monterrey        | México | Café Iguana |
| 2 de mayo de 2019 | Ciudad de México | México | Sala Puebla |
| 3 de mayo de 2019 | Guadalajara      | México | C3 Stage    |

#### Reprogramación
| Fecha                    | Ciudad           | País   | Recinto              |
| ------------------------ | ---------------- | ------ | -------------------- |
| 27 de septiembre de 2019 | Guadalajara      | México | C3 Stage             |
| 28 de septiembre de 2019 | Monterrey        | México | Café Iguana          |
| 29 de septiembre de 2019 | Ciudad de México | México | Auditorio Blackberry |